# Премія імені Артура Коупа
Премія імені Артура Коупа (англ. Arthur C. Cope Award) — премія, яку присуджує Американське хімічне товариство за видатні досягнення в області органічної хімії. Премію названо на честь відомого хіміка-органіка Артура Коупа і її спонсорує фонд, названий на його честь. Вручається з 1973 року. Вважається однією з престижних нагород в цій області.
Досягнення, за яке видається премія має стати визнаним за п'ять років перед нагородженням. Лауреату премії вручається медальйон, сертифікат і грошова сума — 25 000 доларів. Крім того, університет або некомерційна організація, обрана лауреатом, отримує грант в 150 000 доларів на проведення наукових досліджень з органічної хімії під керівництвом лауреата.
Також існує Arthur C. Cope Scholar Award — премія, яку з 1986 року щорічно присуджують вченим (до десяти осіб), з метою визнання і заохочення передових робіт з органічної хімії. Премія включає сертифікат і винагороду 5 000 доларів, також обрана лауреатом організація отримує грант сумою 40 000 доларів на наукові дослідження.

## Лауреати
| Рік  | Лауреати                               |
| ---- | -------------------------------------- |
| 1973 | Роалд Гоффманн та Роберт Бернс Вудворд |
| 1974 | Дональд Джеймс Крам                    |
| 1976 | Елайс Джеймс Корі                      |
| 1978 | Орвіл Чепман                           |
| 1980 | Гільберт Сторк                         |
| 1982 | Френк Вестгаймер                       |
| 1984 | Альберт Ешенмозер                      |
| 1986 | Дуіліо Арігоні                         |
| 1987 | Рональд Бреслоу                        |
| 1988 | Кеннет Вайберг                         |
| 1989 | Вільям Саммер Джонсон                  |
| 1990 | Коідзі Наканісі                        |
| 1991 | Ґергард Клосс                          |
| 1992 | Баррі Шарплесс                         |
| 1993 | Пітер Дерван                           |
| 1994 | Джон Робертс                           |
| 1995 | Джордж Вайтсайдс                       |
| 1996 | Роберт Берґман                         |
| 1997 | Рьодзі Нойорі                          |
| 1998 | Семюел Данішевскі                      |
| 1999 | Ральф Гіршманн                         |
| 2000 | Девид Еванс                            |
| 2001 | Джордж Ола                             |
| 2002 | Роберт Граббс                          |
| 2003 | Ларрі Оверман                          |
| 2004 | Баррі Трост                            |
| 2005 | Кірьякос Ніколау                       |
| 2006 | Пітер Шульц                            |
| 2007 | Жан Фреше                              |
| 2008 | Фрейзер Стоддарт                       |
| 2009 | Манфред Рітц                           |
| 2010 | Кендалл Хоук                           |
| 2011 | Ніколас Турро                          |
| 2012 | Чі-Хуей Вон                            |
| 2013 | Стефан Бухвальд                        |
| 2014 | Стюарт Шрайбер                         |
| 2015 | Пол Вендер                             |
| 2016 | Ерік Якобсен                           |
| 2017 | Каролін Бертоцці                       |
| 2018 | Стівен Віктор Лей                      |
| 2019 | Дітер Зеебах                           |
| 2020 | Денніс А. Догерті                      |
| 2021 | Джон Гартвіг                           |
| 2022 | Веронік Говернер                       |